# Acrotrema lyratum
Acrotrema lyratum är en tvåhjärtbladig växtart som beskrevs av Thw. Acrotrema lyratum ingår i släktet Acrotrema och familjen Dilleniaceae. Inga underarter finns listade i Catalogue of Life.